# La Bazoche-Gouet
La Bazoche-Gouet település Franciaországban, Eure-et-Loir megyében. Lakosainak száma 1230 fő (2022. január 1.). La Bazoche-Gouet Saint-Ulphace, Le Gault-du-Perche, Gréez-sur-Roc, Chapelle-Royale, Authon-du-Perche, Vald'Yerre és Couëtron-au-Perche községekkel határos.

## Népesség
A település népességének változása:
| Lakosok száma | 1529 | 1311 | 1281 | 1295 | 1234 | 1236 | 1224 | 1224 | 1223 | 1230 |
|               | 1968 | 1982 | 1990 | 2006 | 2013 | 2015 | 2017 | 2019 | 2020 | 2022 |